# Коудлајт
Коудлајт (енгл. Codelite) је бесплатан вишеплатформски ИДЕ отвореног кода за програмске језике C и C++.

## Историја
Августа 2006, програмер Еран Ифрах започео је пројекат Коудлајт. Идеја му је била да створи библиотеке за аутоматско комплетирање кода коју би могли да користе други ИДЕ софтвери. За приказ могућности ове библиотеке, развијен је пробни програм Лајтедитор (енгл. LiteEditor), који је касније израстао у Коудлајт.

## Опште
Коудлајт користи скуп алатки wxWidgets. Будући да је програм отвореног кода, сам се преводи и уклања грешке коришћењем слободних софтвера MinGW и GDB. Дистрибуира се под ГНУ-овом општом јавном лиценцом.